# 西美香
西 美香（にし みか、2月19日 - 、出生年非公表）は、日本のナレーター・声優。

## 来歴
茨城県土浦市出身。茨城県立土浦第一高等学校、立教大学卒業。東京アナウンスセミナーの6期生。
2006年4月にチューリップテレビに入社し、同局のアナウンサーになる。
2012年に第37回（2011年度）アノンシスト賞の「テレビ 読み・ナレーション部門」で優秀賞を、2023年に第48回（2022年度）アノンシスト賞の「CM部門」で最優秀賞を受賞した。また、2022年10月に気象予報士の資格を取得した。
その後体調を崩したことを理由に、2023年5月に自らの意思で内勤部署へ配置転換してもらったことを公表した。ただし異動後も、番組ナレーションなどの一部の業務は引き続き行っていた。
2025年5月に結婚。夫とともに東京都内での生活を始めるため、同年7月末にチューリップテレビを退社した。同年8月からはフリーのナレーター・声優として活動している。

## アナウンサー時代の担当番組
いずれもチューリップテレビの番組。
- とやまメモらナイト[1]
- イブニング・ニュースとやま - お天気コーナー担当[1]
- プレなび![4]
- チューリップワイド THE NEWS - お天気コーナー担当[4]
- ミタイノコレクション
- ニュース深夜便[5]
- ニュース6[5]
- 直撃！とやま流ビジネス戦略[6]

### ブログ・SNS出典
1. 1 2  西美香 (2025年6月27日). “退社のごあいさつ”. チューリップテレビアナウンサー みんなでブログ. 2025年8月10日閲覧。
2. ↑  西美香 [@nishimikavoice]「なので、肩書きも「フリーアナウンサー」ではなく「ナレーター・声優」にしました。」2025年8月5日。X（旧Twitter）より2025年8月10日閲覧。
3. ↑  西美香 (2014年3月4日). “富山のいいところ。（3月4日）”. ニシミカの西へ東へ. 2019年6月28日閲覧。
4. ↑  西美香 (2010年10月5日). “祝・結婚♪（10月5日）”. ニシミカの西へ東へ. 2019年6月28日閲覧。
5. ↑  西美香 (2007年1月). “あけましておめでとうございます♪”. アナウンサー・キャスタールーム ダイアリー. 2007年1月2日時点のオリジナルよりアーカイブ。2025年8月10日閲覧。
6. ↑  西美香 (2012年7月18日). “取材アルバム・その1。（7月18日）”. チューリップテレビブログ. 2013年1月10日時点のオリジナルよりアーカイブ。2023年12月13日閲覧。
7. 1 2  西美香 (2023年6月29日). “最優秀賞をいただきました！”. チューリップテレビアナウンサー みんなでブログ. 2025年8月10日閲覧。
8. ↑  西美香 (2022年11月3日). “「気象予報士」になりました！”. チューリップテレビアナウンサー みんなでブログ. 2025年8月10日閲覧。
9. ↑  西美香 (2023年5月10日). “異動のご挨拶”. チューリップテレビアナウンサー みんなでブログ. 2023年10月26日閲覧。
10. ↑  西美香 (2025年8月8日). “20年の実績！透明感のあるナレーションからクセのあるCVまで幅広く対応♪誠実・丁寧をお約束します”. note. 2025年8月10日閲覧。

### 上記以外の出典
1. 1 2 3 4 5  “西 美香”.   チューリップテレビ. 2007年5月1日時点のオリジナルよりアーカイブ。2025年8月10日閲覧。
2. ↑  “卒業生一覧 of 東京アナウンスセミナー”.  ジェイタス. 2019年6月28日閲覧。
3. ↑  “第48回アノンシスト賞 RKB毎日放送・坂田周大アナがグランダプレミオ受賞”. 民放online.  日本民間放送連盟 (2023年5月30日). 2023年12月13日閲覧。
4. 1 2  “西 美香（にし みか）”.   チューリップテレビ. 2009年4月3日時点のオリジナルよりアーカイブ。2019年6月28日閲覧。
5. 1 2  “西 美香（にし みか）”.   チューリップテレビ. 2012年3月23日時点のオリジナルよりアーカイブ。2019年6月28日閲覧。
6. ↑  “直撃！とやま流ビジネス戦略（ビジ戦）”.   チューリップテレビ. 2019年6月28日閲覧。